# سپر خورشیدی تلسکوپ فضایی جیمز وب

تصویری از سمت «حرارتی» مستقر شده تلسکوپ فضایی جیمز وب با محافظ خورشید که از اپتیک اصلی در برابر نور خورشید محافظت می‌کند.

در تلسکوپ فضایی جیمز وب (JWST) سپر خورشیدی برای محافظت از تلسکوپ و ابزارهای حساس، در مقابل نور و گرما ناشی از خورشید، زمین و ماه به کار رفته‌است. هدف آن این است که تلسکوپ مادون قرمز را قادر سازد تا در دمای طراحی آن ۴۰ کلوین (−۲۳۳٫۲ درجه سلسیوس؛ −۳۸۷٫۷ درجه فارنهایت) بماند. استقرار پیچیده آن در ۴ ژانویه ۲۰۲۲، ده روز پس از پرتاب تلسکوپ به فضا، زمانی که بیش از ۰٫۸ میلیون کیلومتر (۵۰۰٬۰۰۰ مایل) دور از زمین قرار داشت، با موفقیت انجام شد.
سپر خوشیدی JWST بسته شده بود تا در فیرینگ موشک پرتاب جای بگیرد و پس از پرتاب و مستقر شدن تلسکوپ در فضا، یک ورقه فلزی بزرگ پوشیده از مواد مختلف باز می‌شود. این مواد برای محافظت از اپتیک اصلی در برابر نور و گرمای خورشید طراحی شده‌است، بنابراین تلسکوپ می‌تواند نور ضعیفی که از ستارگان و کهکشان‌های دور می‌آید را ببیند. بخش سپرخورشیدی شامل لایه‌ها و مکانیسم‌های مختلف است که شامل فلپ تریم نیز می‌شود.
لایه‌های سپرخورشیدی عایق اپتیک هستند و به دفع گرما کمک می‌کنند. سپر دارای پنج لایه است و هر لایه تقریباً به اندازه یک زمین تنیس و به نازکی یک موی انسان است. هرکدام از لایه‌های سپرخورشیدی از یک غشای کاپتون با پوشش آلومینیوم برای بازتاب حداکثری ساخته شده‌است. رنگ ارغوانی بیرونی‌ترین لایه‌های سمت خورشید از پوشش سیلیکونی دوپ شده (همان ماده‌ای که در تراشه‌های کامپیوتری استفاده می‌شود) تشکیل شده‌است که سپر را محکم و به انعکاس گرما کمک می‌کند.  ضخامت پوشش آلومینیوم تقریباً ۱۰۰ نانومتر است و پوشش سیلیکونی در حدود ۵۰ نانومتر نازک‌تر است. این تلسکوپ از سپرخورشیدی برای جلوگیری از گرم شدن خود توسط تشعشعات فروسرخ خورشید و سایر اجرام سیاره‌ای نزدیک استفاده می‌کند، که در غیر این صورت از عملکرد عادی ابزارهای ظریف و دقیق داخل تلسکوپ جلوگیری می‌کند.

## بررسی اجمالی

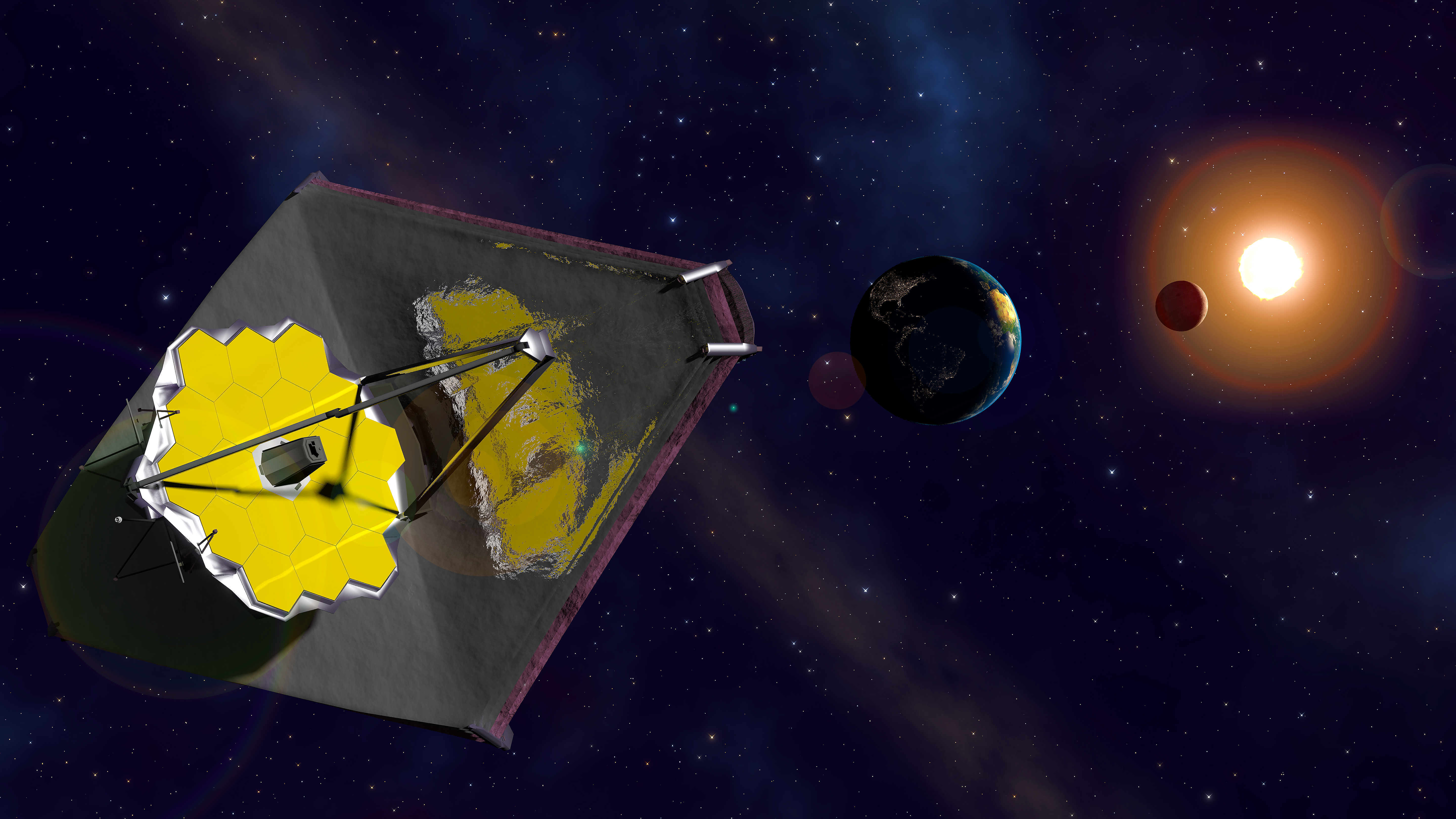
در این تصویر، روش جهت‌گیری تلسکوپ را نشان می‌دهد که چگونه Sunshield مانع از گرم شدن آینه اصلی توسط نور خورشید می‌شود (مقیاس رعایت نشده‌است).

JWST برای انجام اکتشافات فضایی در طیف مادون قرمز نزدیک و متوسط، باید بسیار خنک نگه داشته شود، در غیر این صورت تشعشعات فروسرخ از داخل تلسکوپ باعث خرابی در عملکرد ابزارها می‌شود؛ بنابراین، از یک سپرخورشیدی بزرگ برای جلوگیری در مقابل نور و گرما از خورشید، زمین و ماه استفاده می‌کند و موقعیت آن در نزدیکی L2 می‌شود که هر سه بدنه همیشه در یک سمت فضاپیما قرار بگیرند. مدار هاله آن حول L 2 از سایه زمین و ماه دوری می‌کند و محیط ثابتی را برای سپرخورشیدی و صفحات خورشیدی حفظ می‌کند.

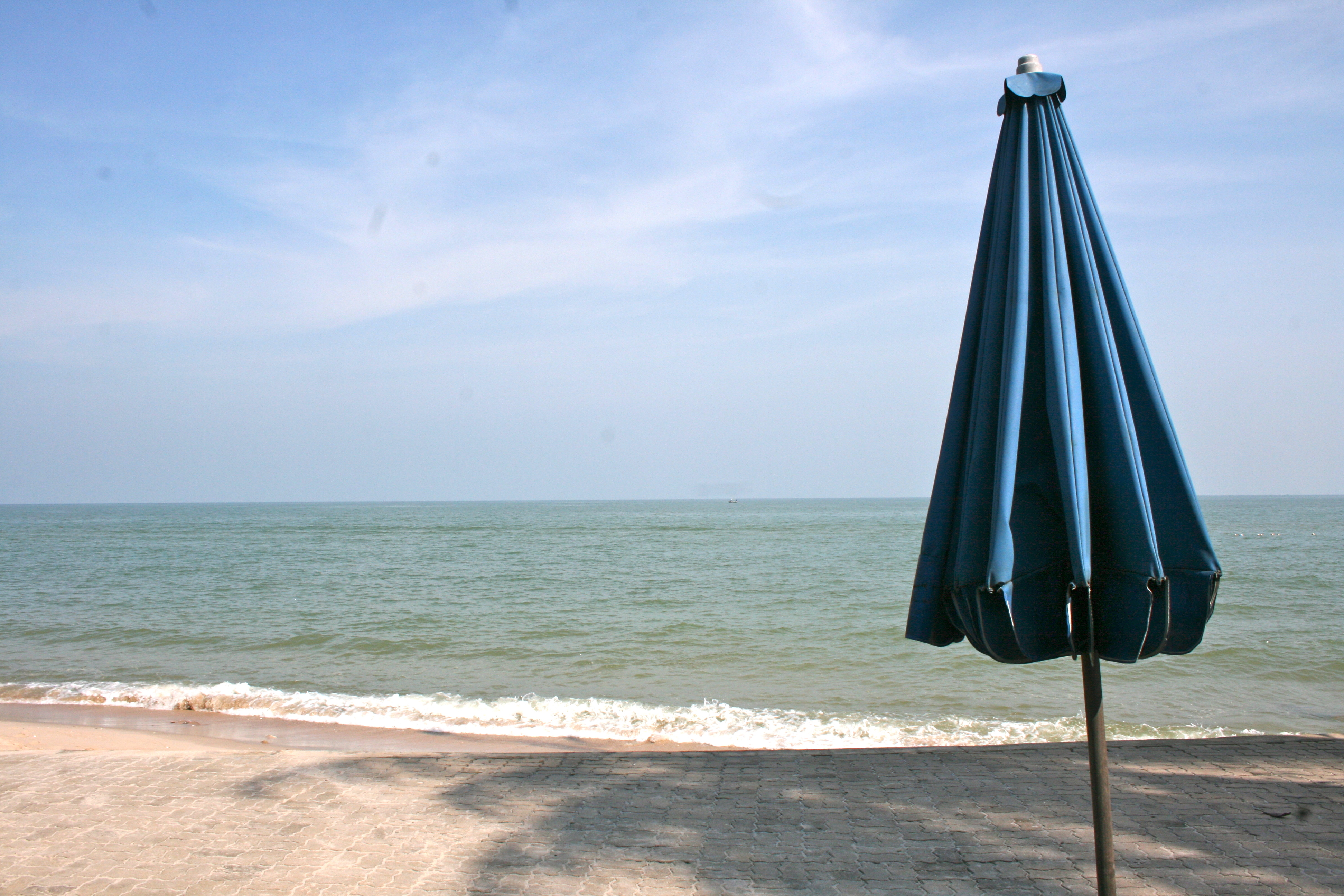
سپرخورشیدی JWST را می‌توان با یک چتر ساحلی مقایسه کرد. در حین پرتاب جمع می‌شود، اما پس از حضور در فضا گسترش می‌یابد.

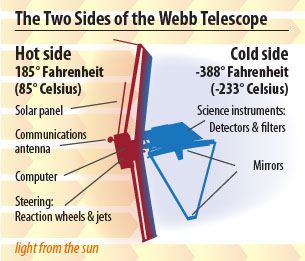
تفاوت دمای بین دو طرف سرد و گرم تلسکوپ فضایی جیمز وب بسیار زیاد است. تقریباً می‌توانید آب را در طرف گرم بجوشانید و نیتروژن را در سمت سرد منجمد کنید!

سپرخورشیدی مانند چتر آفتابی بزرگ عمل می‌کند و به آینه اصلی، اپتیک و ابزار اجازه می‌دهد تا در دمای ۴۰ کلوین (−۲۳۳٫۲ درجه سلسیوس؛ −۳۸۷٫۷ درجه فارنهایت) یا کمتر بماند. اندازه بادبادک‌شکل‌های آن حدود ۲۲ در ۱۰ متر (۷۲ در ۳۳ فوت) است. آنقدر بزرگ است که آینه اصلی و آینه ثانویه را تحت الشعاع قرار دهد و تنها یک ابزار، MIRI (ابزار مادون قرمز میانی) را نیازمند به خنک‌کننده اضافی باقی می‌گذارد. سپرخورشیدی به عنوان رادیاتور شیار V عمل می‌کند و از جلو به عقب باعث افت دما ۳۱۸ کلوین می‌شود. تلسکوپ باید سردتر از اجرامی باشد که می‌خواهد رصد کند. باید به اندازه کافی سرد باشد که انتشار مادون قرمز داخلی آن به‌طور قابل توجهی کمتر از اجرام مشاهده شده در طول موج‌های مربوطه باشد. سپرخورشیدی بخش مهمی از تلسکوپ برای دستیابی به دمای کافی برای مشاهدات حساس فروسرخ است که در نظر دارد انجام دهد. غشای سپرخورشیدی یکی از فناوری‌های مهی است که به JWST اجازه کار می‌دهد.
سپرخورشیدی دارای پنج لایه برای کاهش هدایت گرما است. این پنج لایه از فیلم پلی آمید Kapton E ساخته شده‌است که در دماهای بسیار پایین پایدار است. لایه کاپتون با آلومینیوم پوشانده شده‌است و در طرف‌های رو به خورشید در بیرونی‌ترین دو لایه نیز با سیلیکون پوشانده شده یا " داپ شده " با عناصر دیگر پوشیده شده‌است.  این به مواد کمک می‌کند تا در فضا سالم بمانند، گرمای بیش از حد را بازتابش کنند و الکتریسیته را هدایت کنند تا بار ساکن روی لایه‌ها ذخیره نشود. با این حال، در دراز مدت، حتی در شرایط ذخیره‌سازی در زمین، کپتون در نهایت می‌تواند تخریب شود. کپتون مورد استفاده در تلسکوپ اسکای لب آپولو پس از ۴۰ سال تخریب شده بود. پارگی تصادفی ساختار ظریف فیلم لایه کاپتون در طول طراحی JWST در سال ۲۰۱۸ از جمله عوامل تأخیر در پروژه JWST بود.

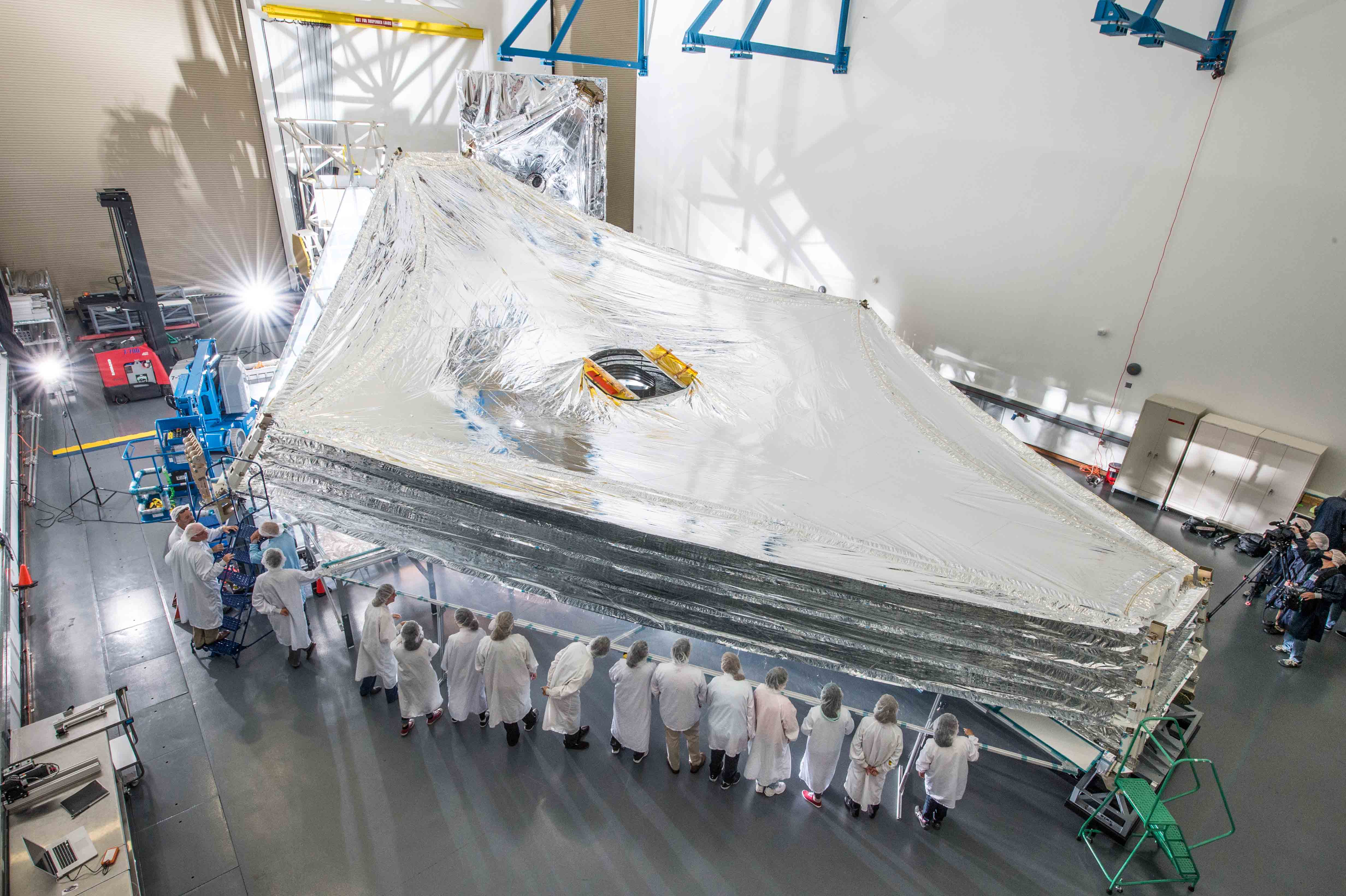
واحد آزمایش سپرخورشیدی در تأسیسات Northrop Grumman در کالیفرنیاو سپر روی هم چیده و گسترش یافته‌است.

هر لایه دارای شکل و اندازه کمی متفاوت است. لایه سطح ۵ نزدیکترین لایه به آینه اولیه و کوچک‌ترین است. نزدیک‌ترین لایه به خورشید لایه ۱ نامیده می‌شود و بزرگتر و مسطح‌تر است. لایه اول ۹۰٪ گرما را مسدود می‌کند و هر لایه متوالی گرمای بیشتری را که از طرفین منعکس می‌شود، مسدود می‌کند. سپرخوشیدی به اپتیک‌ها اجازه می‌دهد تا در زوایای شیب ۵+ تا ۴۵- درجه و زاویه چرخش ۵+ تا ۵- درجه در سایه بمانند. لایه‌ها با اتصال نقطه حرارتی (TSB) طراحی شده‌اند که به جلوگیری از افزایش اندازه شکاف یا سوراخ در صورت ایجاد پارگی کمک می‌کند. یک الگوی شبکه‌ای وجود دارد که در فواصل زمانی به هر لایه متصل شده‌است. لایه اول ٫۰۵ میلیمتر (۰٫۰۰۲۰ اینچ) و لایه‌های دیگر ٫۰۲۵ میلیمتر (۰٫۰۰۰۹۸ اینچ) ضخامت دارد. لایه سیلیکونی دوپ شده ۵۰ نانومتر (nm) ضخامت دارد. یک پوشش آلومینیومی با ضخامت ۱۰۰ نانومتر در جلو و پشت هر پنج لایه پوشیده می‌شود. سپرخورشیدی حدود ۳۰۰ کیلووات از تابش خورشیدی دریافت خواهد کرد، اما تنها ۲۳ میلی وات به طرف دیگر خود عبور می‌دهد.

## طراحی و ساخت

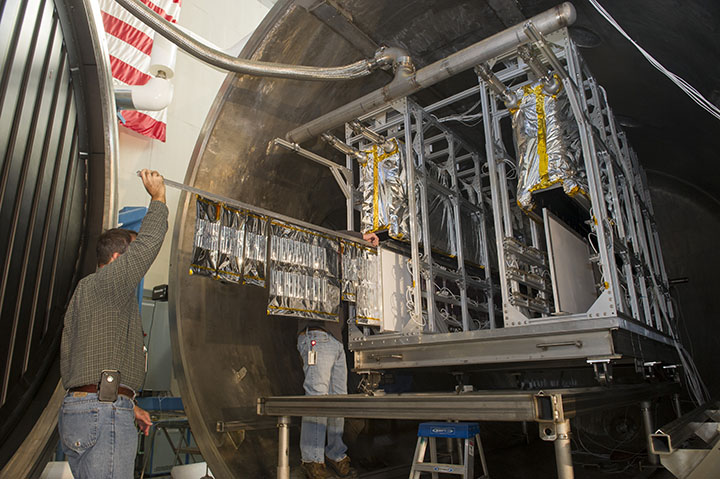
کوپن‌های پارچه تست سپرخورشیدی در حال آزمایش برای مشاهده عملکرد آنها.

نورثروپ گرومن محافظ خورشید را برای ناسا طراحی کرد. سپرخورشیدی به گونه‌ای طراحی شده‌است که ۱۲ بار تا شود تا در آریان ۵ قرار گیرد. پس از استقرار در فضا در نقطه L2، باز شود. این محافظ آفتاب قبل از اینکه برای آزمایش به Northrop Grumman در ردوندو بیچ، کالیفرنیا تحویل داده شود، در ManTech (NeXolve) در هانتسویل، آلاباما به صورت دستی مونتاژ شد. در حین پرتاب به دور عنصر تلسکوپ نوری پیچیده شده و سپس باز می‌شود. قرار است این سپرخورشیدی تقریباً یک هفته پس از پرتاب باز شود. در طول طراحی و توسعه تلسکوپ، مواد لایه سپرخورشیدی با گرما، سرما، تشعشع و اثرات میکرو با سرعت بالا مورد آزمایش قرار گرفت.
اجزای سپرخورشیدی عبارتند از:
- هسته
- اتصال چهار میله جلو و عقب
- مونتاژ سازه عقب
  - زبانه برش گشتاور (زبانه به مجموعه ساختار عقب وصل شده‌است)
  - میله‌های پخش کننده عقب (لایه‌ها را در قسمت عقب پخش می‌کند)
- مونتاژ سازه رو به جلو
  - میله‌های پخش کننده رو به جلو
- بوم میانی (یکی در هر طرف)
  - میله‌های پخش کننده میانی (۵ لایه را از هم باز می‌کند)
- دو مجموعه قفل پرتاب دوپایه جلو و دو قفل عقب

مجموعه قفل پرتاب دوپایه جایی است که بخش سپرخورشیدی به OTE متصل می‌شود در حالی که در حین پرتاب به سمت بالا جمع می‌شود. شش میله پخش کننده که هر کدام برای جدا کردن لایه‌های سپرخورشیدی که شش ضلع دارد و باز شده‌است، وجود دارد.

### برش لبه / زبانه برش گشتاور

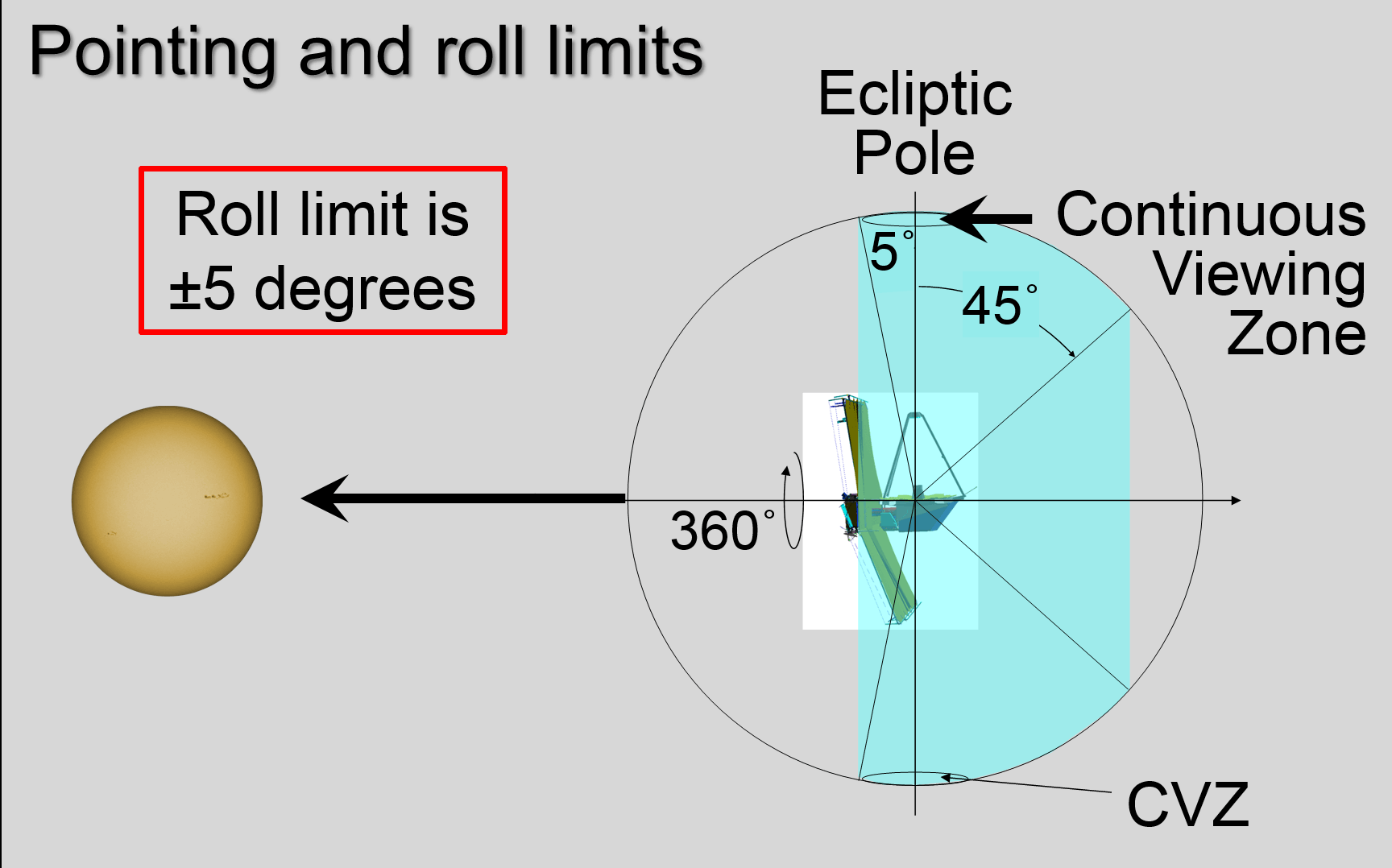
نمودار محدودیت‌های چرخش و نحوه تأثیر آنها بر

سپرخورشیدی همچنین شامل یک دریچه در انتهای صفحه سپر است. به این دریچه زبانه برش حرکت نیز می‌گویند. زبانه برش به تعادل فشار خورشیدی ناشی از برخورد فوتون‌ها به سپرخورشیدی کمک می‌کند. اگر این فشار نابرابر باشد، فضاپیما تمایل به چرخش دارد و به چرخ‌های واکنش خود نیاز دارد تا جهت خود را در فضا همراه مصرف انرژی، اصلاح و حفظ کند. زبانه برش به متعادل نگه داشتن فشار در کل تلسکوپ به صورت غیرفعال بدون سوخت یا نیرو کمک می‌کند و عمر کاری تلسکوپ را افزایش می‌دهد. زبانه تراش همچنین اثرات چرخ‌های واکنش را مدیریت می‌کند.

### لایه‌ها

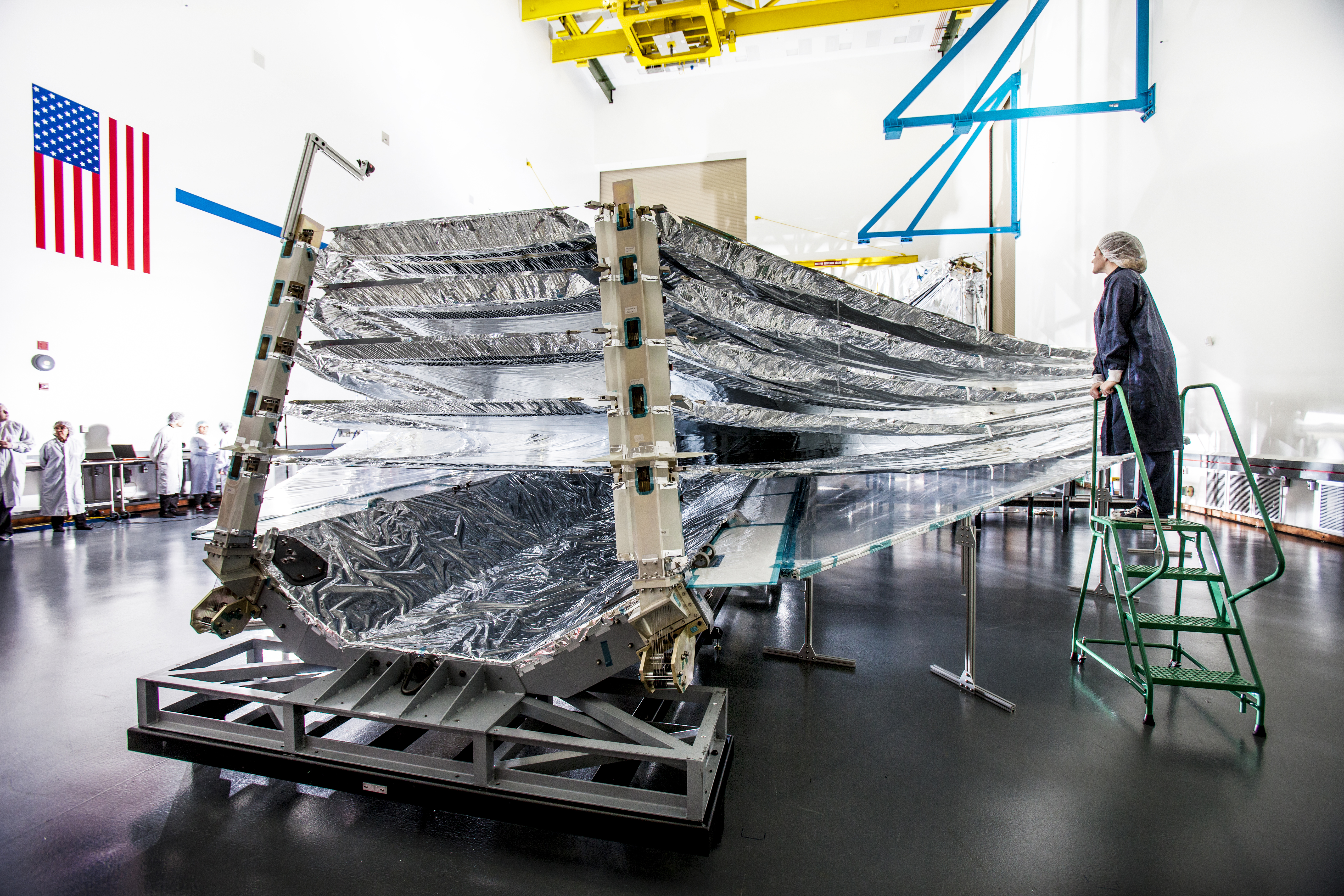
پنج لایه از سپرخورشیدی JWST در حال آزمایش در سال ۲۰۱۳

نزدیکترین لایه به آینه اولیه، لایه ۵، تنها لایه‌ای است که دارای خط دید به آینه است، در حالی که نزدیکترین لایه به خورشید، لایه ۱، تنها لایه‌ای است که نور مستقیم خورشید را دریافت می‌کند. جدایی بین لایه‌ها، در فضای خلاء، از انتقال گرما توسط رسانش جلوگیری می‌کند و به تابش گرما به خارج از مسیر کمک می‌کند.
دوپینگ سیلیکونی همان چیزی است که باعث رنگ ارغوانی در نواحی پوشیده شده با آن ماده می‌شود.
لایه‌ها طوری طراحی شده‌اند که درخشش خورشید، زمین و ماه بر روی لایه ۱ تقریباً به‌طور کامل، بخش کوچکی از لایه ۲ و مقدار بسیار کمی از لایه ۴ ببینید.
ابعاد تک تک لایه‌ها عبارتند از:
1. بزرگ‌ترین منطقه[۴]
  - ۰٫۰۵۰ میلیمتر (۰٫۰۰۲۰ اینچ)
  - ۱۰۰ نانومتر (۳٫۹ میکرواینچ) پوشش آلومینیومی (هر دو طرف)
  - ۵۰ نانومتر (۲٫۰ میکرواینچ) سیلیکون دوپ شده
  - ۰٫۰۲۵ میلیمتر (۰٫۰۰۰۹۸ اینچ)
  - ۱۰۰ نانومتر (۳٫۹ میکرواینچ) پوشش آلومینیومی (هر دو طرف)
  - ۵۰ نانومتر (۲٫۰ میکرواینچ) سیلیکون دوپ شده
  - ۰٫۰۲۵ میلیمتر (۰٫۰۰۰۹۸ اینچ)
  - ۱۰۰ نانومتر (۳٫۹ میکرواینچ) پوشش آلومینیومی (هر دو طرف)
  - ۰٫۰۲۵ میلیمتر (۰٫۰۰۰۹۸ اینچ)
  - ۱۰۰ نانومتر (۳٫۹ میکرواینچ) پوشش آلومینیومی (هر دو طرف)
2. کوچک‌ترین منطقه[۴]
  - ۰٫۰۲۵ میلیمتر (۰٫۰۰۰۹۸ اینچ)
  - ۱۰۰ نانومتر (۳٫۹ میکرواینچ) پوشش آلومینیومی (هر دو طرف)

## گسترش
سپرخورشیدی به فضاپیمای اصلی متصل می‌شود و صفحه‌های آن به سمت بیرون گسترش می‌یابد و سپرخورشیدی را پخش می‌کند و لایه‌ها را از هم جدا می‌کند. در حین پرتاب، سپر جمع شده‌است. وقتی در فضا است، با احتیاط باز می‌شود. هنگامی که سپرخورشیدی کاملاً باز شود، ابعاد آن ۱۴٫۶ متر (۴۸ فوت) عرض ۲۱٫۱ متر (۶۹ فوت) است. هنگامی که لایه‌ها کاملاً باز می‌شوند، در لبه‌ها بازتر می‌شوند که به بازتاب گرما کمک می‌کند.
ساختار/دستگاه‌های استقرار محافظ آفتاب عبارتند از:
- بوم‌های تلسکوپی
  - استقرار دهنده‌ها
- میله‌های پخش کننده
- درایوهای کابل

در داخل بوم‌های تلسکوپی دو استقرار دهنده وجود دارد. اینها موتورهای الکتریکی ویژه‌ای هستند که هنگام کارکردن، بوم تلسکوپی را گسترش داده و سپرخورشیدی جمع شده را بیرون می‌کشند و باز می‌کنند. بوم‌های تلسکوپی MBA یا مجموعه‌های بوم میانی نامیده می‌شوند. در پایان هر MBA یک نوار پخش کننده قرار دارد.
پس از پرتاب موفقیت‌آمیز در ۲۵ دسامبر ۲۰۲۱ از مرکز فضایی گویان، استقرار سپرخورشیدی پس از پرتاب JWST به شرح زیر انجام شد.
در ۳۱ دسامبر ۲۰۲۱، تیم زمینی در مؤسسه علمی تلسکوپ فضایی در بالتیمور، مریلند استقرار «بوم میانی» را از سمت چپ و راست رصدخانه آغاز کردند و پنج لایه سپرخورشیدی جمع شده را بیرون کشیدند. استقرار بوم سمت چپ زمانی به تعویق افتاد که مرکز کنترل مأموریت در ابتدا تأییدی مبنی بر اینکه پوشش سپرخورشیدی به‌طور کامل جمع شده‌است دریافت نکرد. پس از بررسی داده‌های اضافی برای تأیید، تیم کنترل اقدام به باز کردن سپرخورشیدی کرد. سمت چپ در ۳ ساعت و ۱۹ دقیقه مستقر شد. سمت راست ۳ ساعت و ۴۲ دقیقه طول کشید. و پس از آن سپرخورشیدی تلسکوپ به شکل کامل و بادبادکی شکل خود شبیه شد و تا عرض کامل ۴۷ فوتی خود گسترش یافت.
پس از تعطیلات سال نو، تیم کنترل، گسترش سپرخورشیدی را یک روز به تأخیر انداخت تا زمان برای بهینه‌سازی توان خروجی موتورهای مجموعه صفحات خورشیدی رصدخانه و تنظیم جهت رصدخانه برای خنک‌کردن استقرار سپرخورشیدی که کمی داغ‌تر از حد انتظار بود، فراهم شود. گسترش لایه یک، نزدیک‌ترین لایه به خورشید و بزرگ‌ترین لایه از پنج لایه سپرخورشیدی، در ۳ ژانویه ۲۰۲۲ آغاز شد و در ساعت ۳:۴۸ بعد از ظهر EST به پایان رسید. گسترش لایه‌های دوم و سوم از ساعت ۴:۰۹ بعد از ظهر EST آغاز شد و دو ساعت و ۲۵ دقیقه به طول کشید. در ۴ ژانویه ۲۰۲۲، کنترلرها با موفقیت دو لایه آخر، یعنی لایه‌های چهارم و پنجم را گسترش دادند و کار استقرار سپرخورشیدی JWST را در ساعت ۱۱:۵۹ صبح EST تکمیل کردند.

## جدول زمانی
- در سال ۲۰۰۷ یا قبل از آن، سطح آمادگی فناوری (TRL) 6 برای غشای سپرخورشیدی به دست آمد
- ۱۱ سپتامبر ۲۰۱۶، اولین لایه سپرخورشیدی (لایه اول) تکمیل شد.
- ۲ نوامبر ۲۰۱۶، آخرین لایه (لایه پنجم) تکمیل شد.[۲۴]
- ۲۷ مارس ۲۰۱۸، ناسا وجود پارگی در سپرخورشیدی را اعلام کرد که به تأخیر در پرتاب منجر شد.[۲۵]
- ۲۵ دسامبر ۲۰۲۱، پرتاب موفقیت‌آمیز تلسکوپ فضایی جیمز وب از مرکز فضایی گویان.[۲۶]
- ۳۱ دسامبر ۲۰۲۱، استقرار اولیه بوم‌های تلسکوپی برای پشتیبانی و باز کردن سپرخورشیدی.[۲۷]
- ۳ ژانویه ۲۰۲۲، کشش اولیه و جداسازی سه لایه اول سپرخورشیدی.[۲۸]
- ۴ ژانویه ۲۰۲۲، تکمیل کشش و جداسازی هر پنج لایه و استقرار موفقیت‌آمیز سپرخورشیدی JWST، ده روز پس از پرتاب و بیش از ۰٫۸ میلیون کیلومتر (۵۰۰٬۰۰۰ مایل) دور از زمین.[۱][۲۸][۲۷]